# Akeno Giant Air Shower Array
 (avril 2016).
Si vous disposez d'ouvrages ou d'articles de référence ou si vous connaissez des sites web de qualité traitant du thème abordé ici, merci de compléter l'article en donnant les références utiles à sa vérifiabilité et en les liant à la section « Notes et références ».
Le Akeno Giant Air Shower Array (AGASA, Réseau d'Akeno pour les Cascades Géantes Atmosphériques, situé au Japon, est un observatoire de rayons cosmiques. Il accueille un détecteur exceptionnel pour étudier l'origine des rayons cosmiques de très haute énergie, et en particulier les zetta-particules. Ce détecteur est constitué d'un réseau complexe de 111 détecteurs individuels au sol et 27 détecteurs de muons (derrière des atténuateurs) s'étendant sur une surface d'approximativement 100 km2, répartis à environ un kilomètre de distance les uns des autres et reliés par fibre optique. Ils sont pilotés depuis un ordinateur central.
Conformément à son objectif initial, l'AGASA a observé des particules à des niveaux énergétiques tout à fait inattendus et a permis les premières statistiques (encore très approximatives parce que les observations intéressantes ne sont que de quelques événements par an) sur leur origine. Le record actuel d'énergie pour une particule observée par l'AGASA est de 2 × 1020 eV le 3 décembre 1993. En effet, la détection de telles particules permet de sonder les mécanismes d'accélération de particules dans l'univers.
Dans ce contexte, les astrophysiciens utilisent également l'observatoire Pierre Auger qui permet les mêmes observations.